# Biserica de lemn „Sfântul Nicolae” din Sculeni
Biserica de lemn „Sf. Nicolae” este o biserică amplasată în Sculeni, raionul Ungheni, Republica Moldova. Este un monument istoric de importanță națională inclus în Registrul monumentelor Republicii Moldova ocrotite de stat cu nr. 1690 (raionul Ungheni). Datează din 1822.